# Parc Tao Đàn
Le parc Tao Đàn  (en vietnamien : Công viên Tao Đàn) est un espace vert situé dans le 1er arrondissement d'Hô Chi Minh-Ville au Viêt Nam.

## Histoire
Le parc est situé sur le terrain du Palais du gouverneur général de France.
En 1869, les Français construisent une rue qui sépare le jardin du Palais.
Les trois autres côtés du jardin sont alors sont la rue Chasseloup-Laubat au nord, la rue Verdun à l'ouest et la rue Taberd au sud.
Le jardin est officiellement nommé Jardin de la Ville, mais les Saïgonais l'appelaient le « Jardin de M. Thuong » ou le « Jardin de Coriandre ».
Par la suite, la ville y a construit plus de jardins pour la Société philharmonique en 1896, la franc-maçonnerie en 1897, et pour le Cercle sportif saïgonais en 1902.
En 1926, au coin des rues Chasseloup-Laubat et Verdun, le gouvernement construit un Institut de puériculture pour éduquer les enfants.
Après le retrait des Français, le palais du gouverneur général est devenu le palais présidentiel et le nom du jardin a été changé en « parc Tao Dan ».
Les quatre rues environnantes ont également été rebaptisées Huyen Tran Princess, Hong Thap Tu, Le Van Duyet et Nguyen Du.
Le bâtiment de l'Institut pédiatrique a été utilisé comme ministère de la Santé de la République du Vietnam.
Le jardin est le parc principal du centre-ville, de nombreux Saïgonais y viennent le matin pour faire de l'exercice.

## Galerie

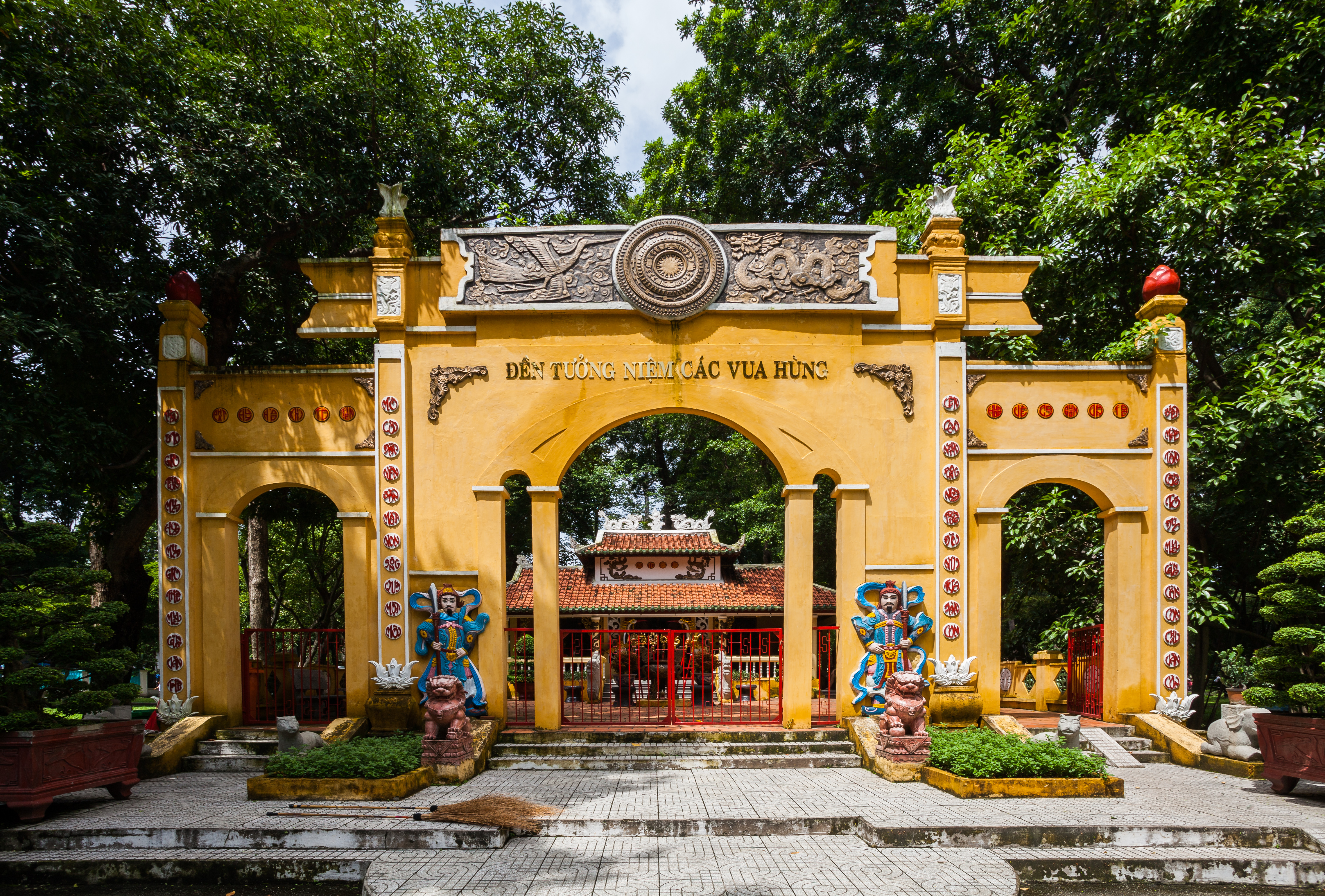
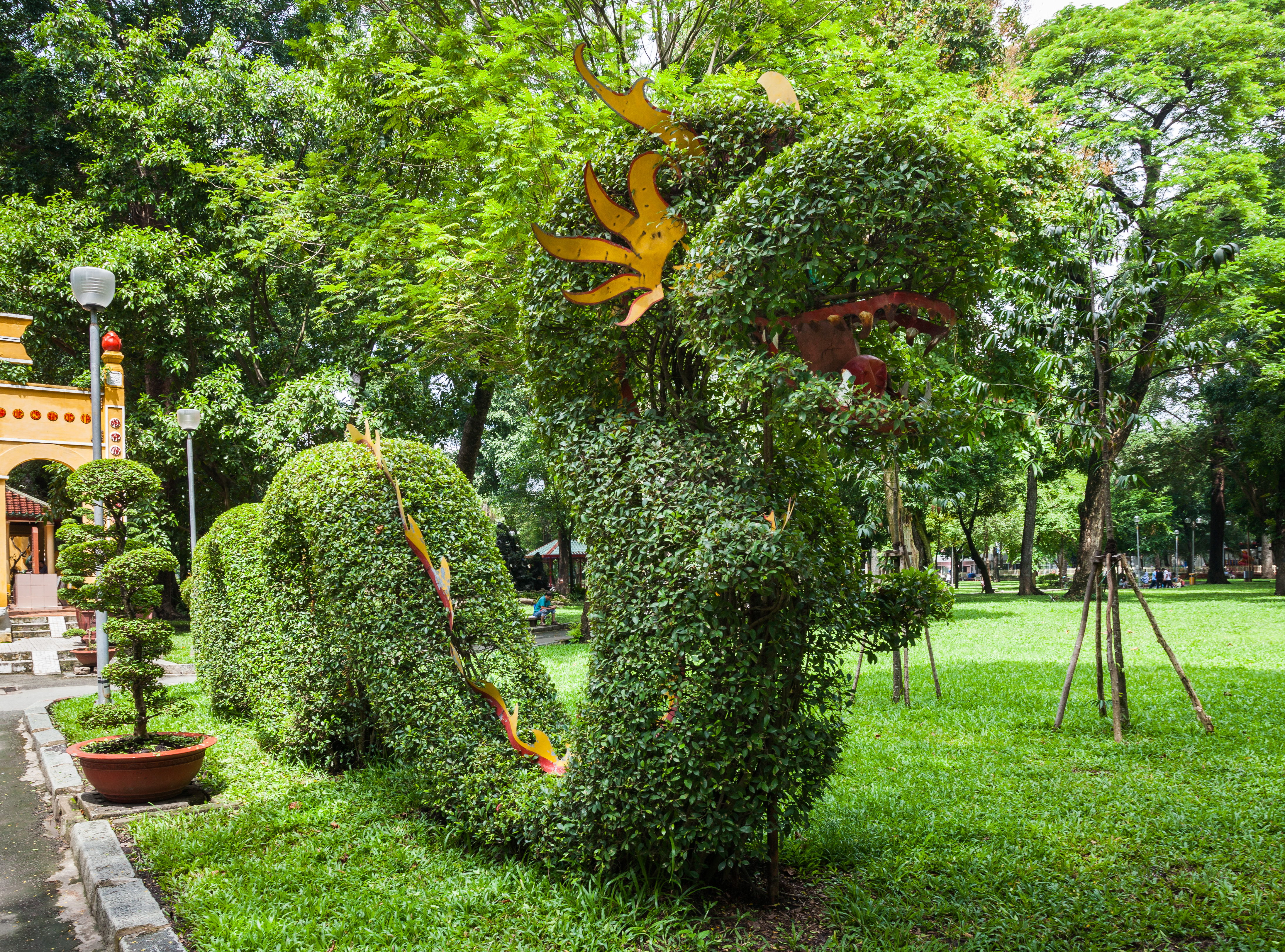
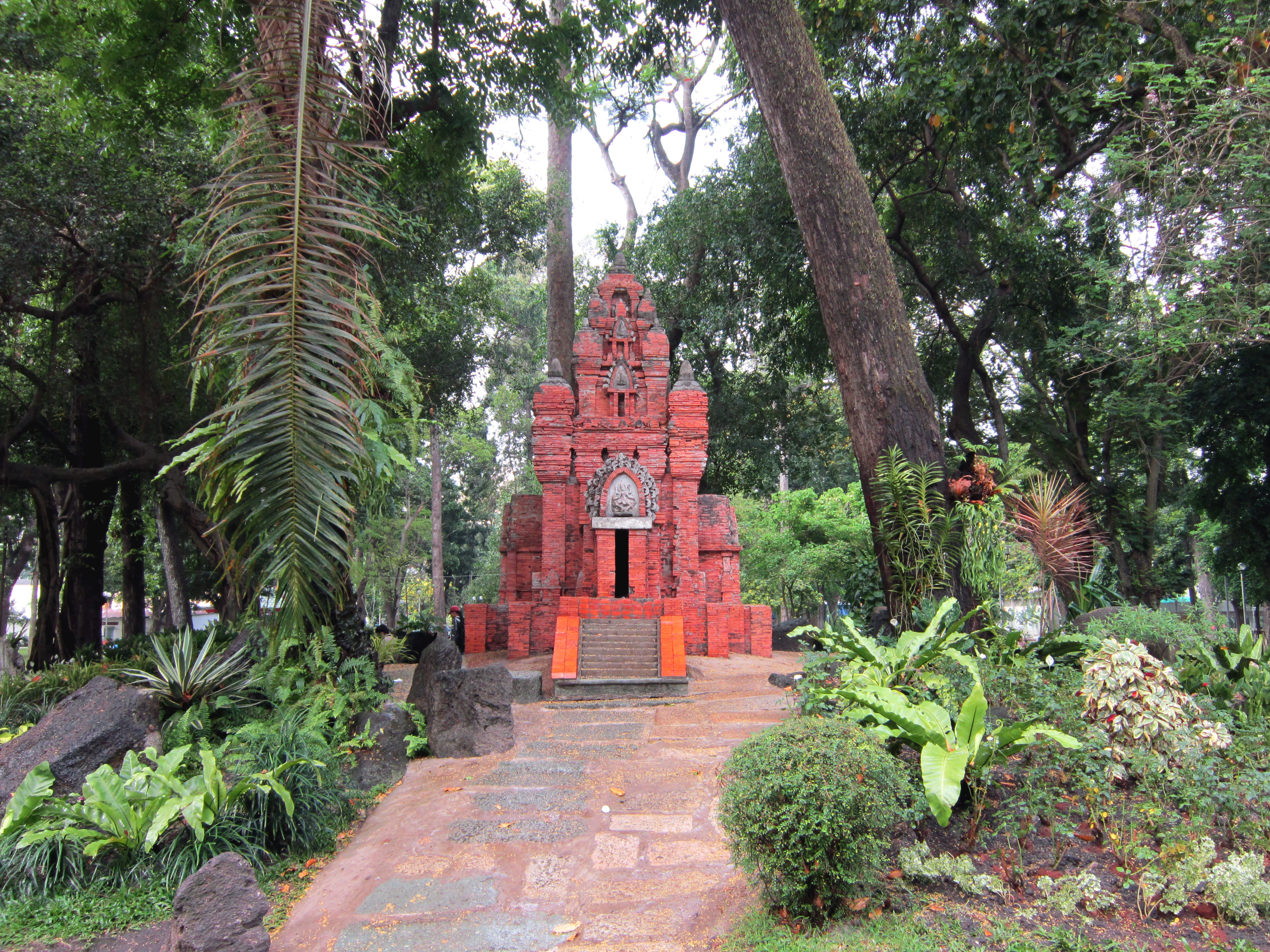
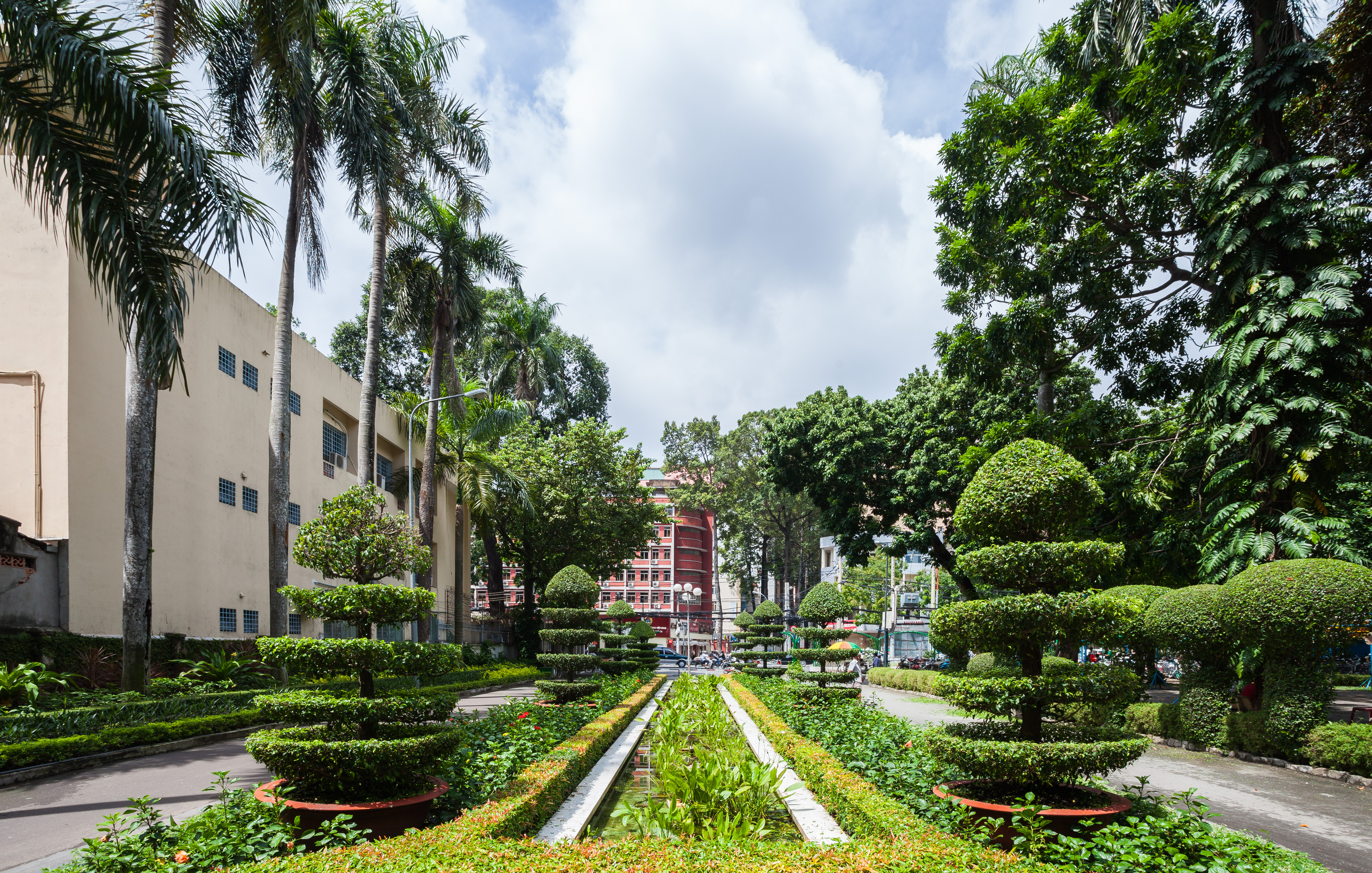
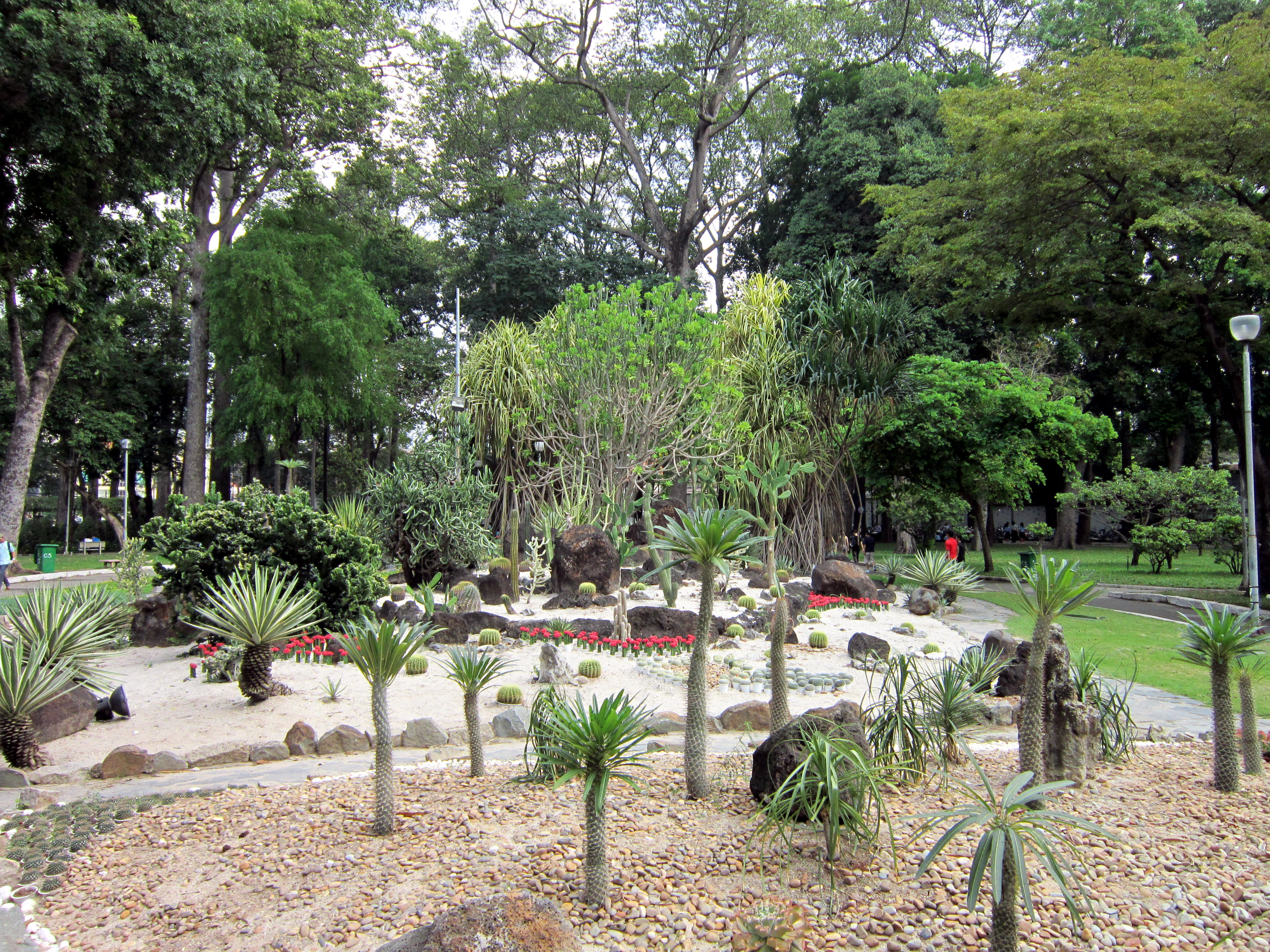
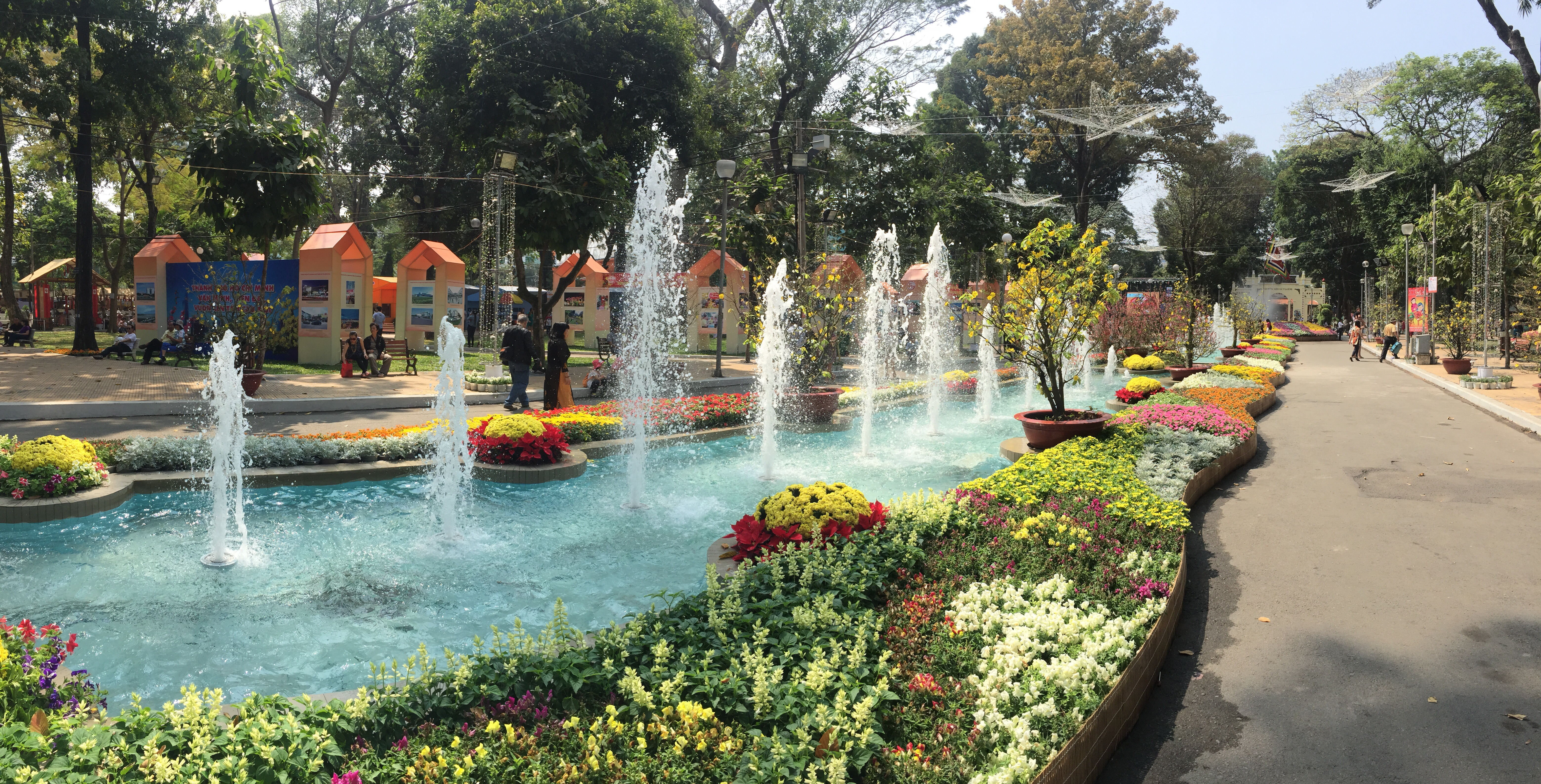
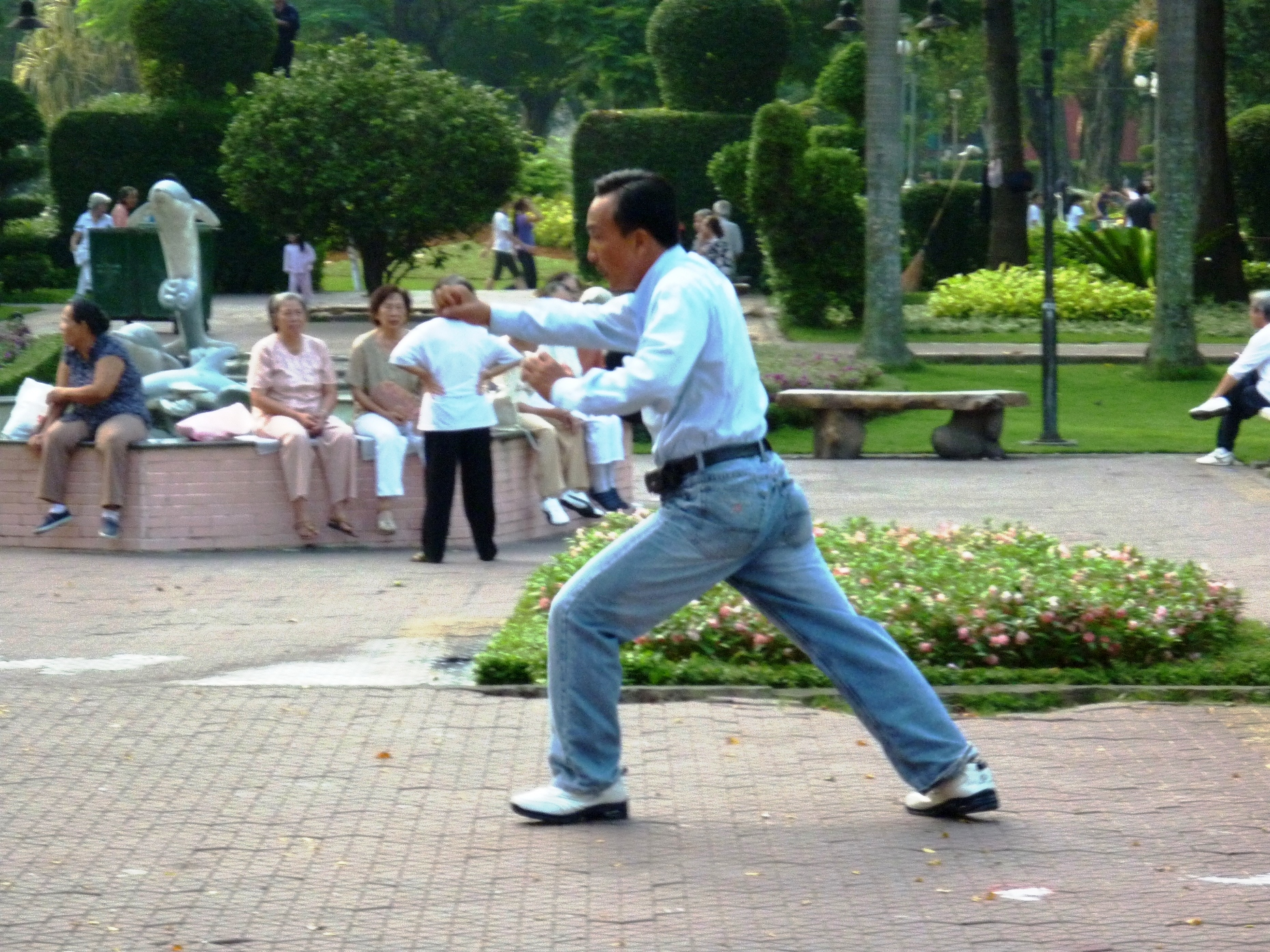